# Beck Row
Beck Row – wieś w Anglii, w hrabstwie Suffolk, w dystrykcie West Suffolk. Leży 57 km na północny zachód od miasta Ipswich i 104 km na północny wschód od Londynu.